# Fredericktown (Missouri)
Fredericktown è un comune degli Stati Uniti d'America, situato nello Stato del Missouri, nella contea di Madison, della quale è il capoluogo.